# Valeri Bykovski
Valeri Fiodorovich Bykovski (em russo:  Валерий Фёдорович Быковский) (Pavlovsky Posad, 2 de agosto de 1934 — Moscou, 27 de março de 2019) foi um ex-cosmonauta soviético veterano de três missões espaciais nas naves Vostok V, Soyuz 22 e Soyuz 31.

## Carreira
Serviu na Força Aérea Soviética entre 1955 e 1960. Fazendo parte do corpo de cosmonautas da Roscosmos desde 1960, Bykovski marcou um recorde de permanência no espaço quando passou cinco dias em órbita a bordo da Vostok V em junho de 1963, durante seu primeiro voo espacial; este recorde já foi largamente ultrapassado no correr do tempo, porém ele ainda mantém o recorde do maior tempo no espaço em um voo individual. Esta foi a primeira missão soviética que colocou duas espaçonaves ao mesmo tempo em órbita. Na outra espaçonave, a Vostok VI, estava a cosmonauta Valentina Tereshkova, a primeira mulher a ir ao espaço.
Em 1967, ele deveria voltar ao espaço no comando da Soyuz 2, em companhia de mais dois cosmonautas, mas sua missão foi abortada devido à morte de Vladimir Komarov ao fim da missão Soyuz 1, que paralisou por um ano e meio o programa espacial soviético. Bykovski teve sua vida salva por uma forte chuva em Baikonur, que impediu a decolagem da nave no dia estipulado. Ele e os cosmonautas  Yevgeny Khrunov e Aleksei Yeliseyev estavam designados para partir no dia seguinte do lançamento de Komarov na Soyuz 1, quando tentariam fazer a primeira caminhada espacial com troca de tripulações no espaço. Khrunov e Yeliseyev deveriam passar para a Soyuz 1 de Komarov após o encontro das duas naves em órbita, enquanto Bykovski desceria sozinho na Soyuz 2.
Em órbita, a nave de Komarov começou a apresentar sérios problemas de estabilidade, eletricidade e falha na abertura dos painéis solares. Com o adiamento da partida da Soyuz 2, o comandante decidiu retornar. Durante a reentrada na atmosfera, o paraquedas da Soyuz 1 não abriu e Komarov morreu no choque com o chão. Depois do acidente, o sistema de paraquedas da Soyuz 2 foi verificado e encontrado o mesmo problema. Se a chuva não tivesse impedido o lançamento, os mortos teriam sido quatro ao invés de um. Bykovski só retornou ao espaço em 1976, na Soyuz 22.
Muitos de seus anos no programa espacial estiveram voltados à promoção e organização do programa Intercosmos nas nações socialistas. Foi durante a vigência deste programa que ele fez seu terceiro voo, comandando a Soyuz 31, em setembro de 1978, levando ao espaço consigo o primeiro cosmonauta alemão, Sigmund Jahn, da então Alemanha Oriental.
Ele se aposentou em 1988 e passou os três anos seguintes como diretor da Casa da Cultura e Ciência Soviética em Berlim. Recebeu a condecoração de Herói da União Soviética, a Ordem de Lenin e a Ordem da Estrela Vermelha, além de uma série de outras honrarias.